# Parastenocaris aberrans
Parastenocaris aberrans is een eenoogkreeftjessoort uit de familie van de Parastenocarididae. De wetenschappelijke naam van de soort is voor het eerst geldig gepubliceerd in 2004 door Apostolov.